# Charlesbourg-Royal
Charlesbourg-Royal è stato un insediamento fortificato francese del 1541 nell'ambito dell'odierno quartiere di Cap-Rouge della città del canadese di Québec.
Nel 1541, durante il suo terzo e ultimo viaggio, Jacques Cartier tentò di stabilire una colonia francese di 400 persone, nella presente Cap-Rouge. L'insediamento consisteva in una fortezza superiore e una inferiore, situata vicino alla foce del fiume di Cap-Rouge. La parte superiore, costruita ad un'altitudine di 40 metri, offriva una posizione strategica difensiva, mentre quella inferiore forniva un potenziale ancoraggio per le navi. Le fortificazioni comprendevano tre torri. L'insediamento prese il nome di Charlesbourg-Royale in onore di Carlo II d'Orléans, terzo figlio del re Francesco I di Francia.
Durante il primo inverno, 35 degli uomini di Cartier morirono. Il forte fu abbandonato entro l'estate del 1543 a causa di rigide condizione meteorologiche, dello scorbuto e degli attacchi dai vicini Irochesi di Stadacona e di altri villaggi.
Le tracce di questo insediamento si erano a lungo perdute, ma il suo ritrovamento è stato annunciato nell'agosto del 2006 dal presidente del Quebec, Jean Charest, e dall'archeologo canadese Yves Chretien, che ne ha identificato la posizione in base alla presenza frammenti di un piatto di ceramica decorato in stile italiano risalente a circa 1540-1550 e a sei campioni di legname datati a metà del sedicesimo secolo da un laboratorio statunitense..